# 2015-ös WEC COTA 6 órás verseny
| Pályarajz | Pályarajz                | Pályarajz                                      |
| --------- | ------------------------ | ---------------------------------------------- |
|           |                          |                                                |
| Győztesek |                          |                                                |
| Kategória | Csapat                   | Versenyzők                                     |
| LMP1      | #17 Porsche Team         | Timo Bernhard Brendon Hartley Mark Webber      |
| LMP2      | #26 G-Drive Racing       | Roman Ruszinov Julien Canal Sam Bird           |
| LMGTE Pro | #91 Porsche Team Manthey | Richard Lietz Michael Christensen              |
| LMGTE Am  | #72 SMP Racing           | Viktor Saitar Alekszej Baszov Andrea Bertolini |

A 2015-ös WEC COTA 6 órás verseny a Hosszútávú-világbajnokság 2015-ös szezonjának ötödik futama volt, amelyet szeptember 17. és szeptember 19. között tartottak meg a Circuit of the Americas versenypályán. A fordulót Timo Bernhard, Brendon Hartley és Mark Webber triója nyerte meg, akik a hibridhajtású Porsche Team csapatának versenyautóját vezették.

## Időmérő
A kategóriák leggyorsabb versenyzői vastaggal vannak kiemelve.
| Poz. | Kategória | Csapat                        | Átlagidő      | Különbség | Rajthely |
| ---- | --------- | ----------------------------- | ------------- | --------- | -------- |
| 1.   | LMP1      | #18 Porsche Team              | 1:46,211      |           | 1        |
| 2.   | LMP1      | #17 Porsche Team              | 1:46,375      | +0,164    | 2        |
| 3.   | LMP1      | #8 Audi Sport Team Joest      | 1:47,538      | +1,327    | 3        |
| 4.   | LMP1      | #7 Audi Sport Team Joest      | 1:47,898      | +1,687    | 4        |
| 5.   | LMP1      | #1 Toyota Racing              | 1:48,990      | +2,779    | 5        |
| 6.   | LMP1      | #2 Toyota Racing              | 1:49,176      | +2,965    | 6        |
| 7.   | LMP1      | #12 Rebellion Racing          | 1:53,950      | +7,739    | 7        |
| 8.   | LMP1      | #13 Rebellion Racing          | 1:54,506      | +8,295    | 8        |
| 9.   | LMP1      | #4 Team ByKolles              | 1:55,794      | +9,583    | 9        |
| 10.  | LMP2      | #26 G-Drive Racing            | 1:57,148      | +10,937   | 10       |
| 11.  | LMP2      | #28 G-Drive Racing            | 1:57,474      | +11,263   | 11       |
| 12.  | LMP2      | #30 Extreme Speed Motorsports | 1:57,621      | +11,410   | 12       |
| 13.  | LMP2      | #43 Team SARD Morand          | 1:58,109      | +11,898   | 13       |
| 14.  | LMP2      | #42 Strakka Racing            | 1:59,749      | +13,538   | 14       |
| 15.  | LMP2      | #31 Extreme Speed Motorsports | 2:01,480      | +15,269   | 15       |
| 16.  | LMGTE Pro | #99 Aston Martin Racing V8    | 2:05,872      | +19,661   | 18       |
| 17.  | LMGTE Pro | #91 Porsche Team Manthey      | 2:06,134      | +19,923   | 19       |
| 18.  | LMGTE Pro | #97 Aston Martin Racing       | 2:06,272      | +20,061   | 20       |
| 19.  | LMGTE Pro | #95 Aston Martin Racing       | 2:06,294      | +20,083   | 21       |
| 20.  | LMGTE Pro | #92 Porsche Team Manthey      | 2:06,363      | +20,152   | 22       |
| 21.  | LMGTE Pro | #51 AF Corse                  | 2:06,786      | +20,575   | 23       |
| 22.  | LMGTE Pro | #71 AF Corse                  | 2:06,975      | +20,764   | 24       |
| 23.  | LMGTE Am  | #77 Dempsey Racing-Proton     | 2:08,085      | +21,874   | 25       |
| 24.  | LMGTE Am  | #96 Aston Martin Racing       | 2:08,264      | +22,053   | 26       |
| 25.  | LMGTE Am  | #83 AF Corse                  | 2:08,332      | +22,121   | 27       |
| 26.  | LMGTE Am  | #98 Aston Martin Racing       | 2:08,440      | +22,229   | 28       |
| 27.  | LMGTE Am  | #72 SMP Racing                | 2:08,442      | +22,231   | 29       |
| 28.  | LMGTE Am  | #50 Larbre Compétition        | 2:08,802      | +22,591   | 30       |
| 29.  | LMP2      | #36 Signatech Alpine          | 1:57,860[a]   | +11,649   | 16       |
| –    | LMP2      | #47 KCMG                      | idő nélkül[b] |           | 17       |
| –    | LMGTE Am  | #88 Abu Dhabi-Proton Racing   | idő nélkül    |           | 31       |

Megjegyzések:
- ↑ a:  A #36-os Signatech Alpine csapatából csak egy versenyző teljesített mért kört.
- ↑ b:  A 47-es KCMG egysége helytelen irányban haladt a pályán, ezért a csapat köridejét törölték.

## Verseny
A résztvevőknek legalább a versenytáv 70%-át (130 kört) teljesíteniük kellett ahhoz, hogy az elért eredményüket értékeljék. A kategóriák leggyorsabb versenyzői vastaggal vannak kiemelve.
| Helyezés | Kategória | #  | Csapat                    | Versenyzők                                            | Kasztni                        | Gumi | Kör | Idő/Hátrány/Kiesés |
| Helyezés | Kategória | #  | Csapat                    | Versenyzők                                            | Motor                          | Gumi | Kör | Idő/Hátrány/Kiesés |
| -------- | --------- | -- | ------------------------- | ----------------------------------------------------- | ------------------------------ | ---- | --- | ------------------ |
| 1.       | LMP1      | 17 | Porsche Team              | Timo Bernhard Brendon Hartley Mark Webber             | Porsche 919 Hybrid             | M    | 185 | 6:00:12,228        |
| 1.       | LMP1      | 17 | Porsche Team              | Timo Bernhard Brendon Hartley Mark Webber             | Porsche 2.0 L Turbo V4         | M    | 185 | 6:00:12,228        |
| 2.       | LMP1      | 7  | Audi Sport Team Joest     | André Lotterer Marcel Fässler Benoît Tréluyer         | Audi R18 e-tron quattro        | M    | 185 | +1:06,840          |
| 2.       | LMP1      | 7  | Audi Sport Team Joest     | André Lotterer Marcel Fässler Benoît Tréluyer         | Audi TDI 4.0 L Turbo Diesel V6 | M    | 185 | +1:06,840          |
| 3.       | LMP1      | 8  | Audi Sport Team Joest     | Loïc Duval Lucas di Grassi Oliver Jarvis              | Audi R18 e-tron quattro        | M    | 184 | +1 kör             |
| 3.       | LMP1      | 8  | Audi Sport Team Joest     | Loïc Duval Lucas di Grassi Oliver Jarvis              | Audi TDI 4.0 L Turbo Diesel V6 | M    | 184 | +1 kör             |
| 4.       | LMP1      | 1  | Toyota Racing             | Anthony Davidson Sébastien Buemi Nakadzsima Kazuki    | Toyota TS040 Hybrid            | M    | 183 | +2 kör             |
| 4.       | LMP1      | 1  | Toyota Racing             | Anthony Davidson Sébastien Buemi Nakadzsima Kazuki    | Toyota 3.7 L V8                | M    | 183 | +2 kör             |
| 5.       | LMP2      | 26 | G-Drive Racing            | Roman Ruszinov Julien Canal Sam Bird                  | Ligier JS P2                   | D    | 170 | +15 kör            |
| 5.       | LMP2      | 26 | G-Drive Racing            | Roman Ruszinov Julien Canal Sam Bird                  | Nissan VK45DE 4.5 L V8         | D    | 170 | +15 kör            |
| 6.       | LMP2      | 47 | KCMG                      | Matthew Howson Richard Bradley Nicolas Lapierre       | Oreca 05                       | D    | 170 | +15 kör            |
| 6.       | LMP2      | 47 | KCMG                      | Matthew Howson Richard Bradley Nicolas Lapierre       | Nissan VK45DE 4.5 L V8         | D    | 170 | +15 kör            |
| 7.       | LMP2      | 28 | G-Drive Racing            | Gustavo Yacamán Ricardo González Pipo Derani          | Ligier JS P2                   | D    | 169 | +16 kör            |
| 7.       | LMP2      | 28 | G-Drive Racing            | Gustavo Yacamán Ricardo González Pipo Derani          | Nissan VK45DE 4.5 L V8         | D    | 169 | +16 kör            |
| 8.       | LMP1      | 4  | Team ByKolles             | Simon Trummer Pierre Kaffer                           | CLM P1/01                      | M    | 169 | +16 kör            |
| 8.       | LMP1      | 4  | Team ByKolles             | Simon Trummer Pierre Kaffer                           | AER P60 2.4 L Turbo V6         | M    | 169 | +16 kör            |
| 9.       | LMP2      | 30 | Extreme Speed Motorsports | Scott Sharp Ryan Dalziel David Heinemeier Hansson     | Ligier JS P2                   | D    | 169 | +16 kör            |
| 9.       | LMP2      | 30 | Extreme Speed Motorsports | Scott Sharp Ryan Dalziel David Heinemeier Hansson     | Honda HR28TT 2.8 L Turbo V6    | D    | 169 | +16 kör            |
| 10.      | LMP2      | 43 | Team SARD Morand          | Oliver Webb Pierre Ragues Archie Hamilton             | Morgan LMP2 Evo                | D    | 169 | +16 kör            |
| 10.      | LMP2      | 43 | Team SARD Morand          | Oliver Webb Pierre Ragues Archie Hamilton             | SARD 3.6 L V8                  | D    | 169 | +16 kör            |
| 11.      | LMP2      | 36 | Signatech Alpine          | Nelson Panciatici Paul-Loup Chatin Vincent Capillaire | Alpine A450b                   | D    | 169 | +16 kör            |
| 11.      | LMP2      | 36 | Signatech Alpine          | Nelson Panciatici Paul-Loup Chatin Vincent Capillaire | Nissan VK45DE 4.5 L V8         | D    | 169 | +16 kör            |
| 12.      | LMP1      | 18 | Porsche Team              | Marc Lieb Romain Dumas Neel Jani                      | Porsche 919 Hybrid             | M    | 168 | +17 kör            |
| 12.      | LMP1      | 18 | Porsche Team              | Marc Lieb Romain Dumas Neel Jani                      | Porsche 2.0 L Turbo V4         | M    | 168 | +17 kör            |
| 13.      | LMP2      | 42 | Strakka Racing            | Nick Leventis Jonny Kane Danny Watts                  | Gibson 015S                    | D    | 166 | +19 kör            |
| 13.      | LMP2      | 42 | Strakka Racing            | Nick Leventis Jonny Kane Danny Watts                  | Nissan VK45DE 4.5 L V8         | D    | 166 | +19 kör            |
| 14.      | LMGTE Pro | 91 | Porsche Team Manthey      | Richard Lietz Michael Christensen                     | Porsche 911 RSR                | M    | 162 | +23 kör            |
| 14.      | LMGTE Pro | 91 | Porsche Team Manthey      | Richard Lietz Michael Christensen                     | Porsche 4.0 L Flat-6           | M    | 162 | +23 kör            |
| 15.      | LMGTE Pro | 92 | Porsche Team Manthey      | Patrick Pilet Frédéric Makowiecki                     | Porsche 911 RSR                | M    | 162 | +23 kör            |
| 15.      | LMGTE Pro | 92 | Porsche Team Manthey      | Patrick Pilet Frédéric Makowiecki                     | Porsche 4.0 L Flat-6           | M    | 162 | +23 kör            |
| 16.      | LMGTE Pro | 71 | AF Corse                  | Davide Rigon James Calado                             | Ferrari 458 Italia GT2         | M    | 162 | +23 kör            |
| 16.      | LMGTE Pro | 71 | AF Corse                  | Davide Rigon James Calado                             | Ferrari 4.5 L V8               | M    | 162 | +23 kör            |
| 17.      | LMGTE Pro | 99 | Aston Martin Racing V8    | Fernando Rees Alex MacDowall Richie Stanaway          | Aston Martin V8 Vantage GTE    | M    | 161 | +24 kör            |
| 17.      | LMGTE Pro | 99 | Aston Martin Racing V8    | Fernando Rees Alex MacDowall Richie Stanaway          | Aston Martin 4.5 L V8          | M    | 161 | +24 kör            |
| 18.      | LMGTE Pro | 95 | Aston Martin Racing       | Christoffer Nygaard Marco Sørensen                    | Aston Martin V8 Vantage GTE    | M    | 160 | +25 kör            |
| 18.      | LMGTE Pro | 95 | Aston Martin Racing       | Christoffer Nygaard Marco Sørensen                    | Aston Martin 4.5 L V8          | M    | 160 | +25 kör            |
| 19.      | LMGTE Pro | 97 | Aston Martin Racing       | Darren Turner Jonathan Adam                           | Aston Martin V8 Vantage GTE    | M    | 160 | +25 kör            |
| 19.      | LMGTE Pro | 97 | Aston Martin Racing       | Darren Turner Jonathan Adam                           | Aston Martin 4.5 L V8          | M    | 160 | +25 kör            |
| 20.      | LMGTE Pro | 51 | AF Corse                  | Gianmaria Bruni Toni Vilander                         | Ferrari 458 Italia GT2         | M    | 160 | +25 kör            |
| 20.      | LMGTE Pro | 51 | AF Corse                  | Gianmaria Bruni Toni Vilander                         | Ferrari 4.5 L V8               | M    | 160 | +25 kör            |
| 21.      | LMGTE Am  | 72 | SMP Racing                | Viktor Saitar Alekszej Baszov Andrea Bertolini        | Ferrari 458 Italia GT2         | M    | 159 | +26 kör            |
| 21.      | LMGTE Am  | 72 | SMP Racing                | Viktor Saitar Alekszej Baszov Andrea Bertolini        | Ferrari 4.5 L V8               | M    | 159 | +26 kör            |
| 22.      | LMGTE Am  | 88 | Abu Dhabi-Proton Racing   | Christian Ried Earl Bamber Halid Alqubisi             | Porsche 911 RSR                | M    | 159 | +26 kör            |
| 22.      | LMGTE Am  | 88 | Abu Dhabi-Proton Racing   | Christian Ried Earl Bamber Halid Alqubisi             | Porsche 4.0 L Flat-6           | M    | 159 | +26 kör            |
| 23.      | LMGTE Am  | 83 | AF Corse                  | François Perrodo Emmanuel Collard Rui Águas           | Ferrari 458 Italia GT2         | M    | 158 | +27 kör            |
| 23.      | LMGTE Am  | 83 | AF Corse                  | François Perrodo Emmanuel Collard Rui Águas           | Ferrari 4.5 L V8               | M    | 158 | +27 kör            |
| 24.      | LMGTE Am  | 77 | Dempsey Racing-Proton     | Patrick Dempsey Patrick Long Marco Seefried           | Porsche 911 RSR                | M    | 158 | +27 kör            |
| 24.      | LMGTE Am  | 77 | Dempsey Racing-Proton     | Patrick Dempsey Patrick Long Marco Seefried           | Porsche 4.0 L Flat-6           | M    | 158 | +27 kör            |
| 25.      | LMGTE Am  | 98 | Aston Martin Racing       | Paul Dalla Lana Pedro Lamy Mathias Lauda              | Aston Martin V8 Vantage GTE    | M    | 158 | +27 kör            |
| 25.      | LMGTE Am  | 98 | Aston Martin Racing       | Paul Dalla Lana Pedro Lamy Mathias Lauda              | Aston Martin 4.5 L V8          | M    | 158 | +27 kör            |
| 26.      | LMGTE Am  | 96 | Aston Martin Racing       | Benny Simonsen Stuart Hall Francesco Castellacci      | Aston Martin V8 Vantage GTE    | M    | 158 | +27 kör            |
| 26.      | LMGTE Am  | 96 | Aston Martin Racing       | Benny Simonsen Stuart Hall Francesco Castellacci      | Aston Martin 4.5 L V8          | M    | 158 | +27 kör            |
| 27.      | LMGTE Am  | 50 | Larbre Compétition        | Gianluca Roda Paolo Ruberti Kristian Poulsen          | Chevrolet Corvette C7.R        | M    | 157 | +28 kör            |
| 27.      | LMGTE Am  | 50 | Larbre Compétition        | Gianluca Roda Paolo Ruberti Kristian Poulsen          | Chevrolet 5.5 L V8             | M    | 157 | +28 kör            |
| 28.      | LMP1      | 13 | Rebellion Racing          | Dominik Kraihamer Alexandre Imperatori Daniel Abt     | Rebellion R-One                | M    | 147 | +38 kör            |
| 28.      | LMP1      | 13 | Rebellion Racing          | Dominik Kraihamer Alexandre Imperatori Daniel Abt     | AER P60 2.4 L Turbo V6         | M    | 147 | +38 kör            |
| 29.      | LMP1      | 12 | Rebellion Racing          | Nicolas Prost Nick Heidfeld Mathias Beche             | Rebellion R-One                | M    | 147 | +38 kör            |
| 29.      | LMP1      | 12 | Rebellion Racing          | Nicolas Prost Nick Heidfeld Mathias Beche             | AER P60 2.4 L Turbo V6         | M    | 147 | +38 kör            |
| Ki       | LMP1      | 2  | Toyota Racing             | Alexander Wurz Stéphane Sarrazin Mike Conway          | Toyota TS040 Hybrid            | M    | 89  |                    |
| Ki       | LMP1      | 2  | Toyota Racing             | Alexander Wurz Stéphane Sarrazin Mike Conway          | Toyota 3.7 L V8                | M    | 89  |                    |
| Ki       | LMP2      | 31 | Extreme Speed Motorsports | Ed Brown Johannes van Overbeek Jon Fogarty            | Ligier JS P2                   | D    | 54  |                    |
| Ki       | LMP2      | 31 | Extreme Speed Motorsports | Ed Brown Johannes van Overbeek Jon Fogarty            | Honda HR28TT 2.8 L Turbo V6    | D    | 54  |                    |

## A világbajnokság állása a versenyt követően
LMP1 (Teljes táblázat)
| H  | Versenyzők                                    | Pont | H  | Konstruktőrök | Pont |
| -- | --------------------------------------------- | ---- | -- | ------------- | ---- |
| 1. | André Lotterer Marcel Fässler Benoît Tréluyer | 113  | 1. | Audi          | 220  |
| 2. | Timo Bernhard Brendon Hartley Mark Webber     | 103  | 2. | Porsche       | 184  |
| 3. | Marc Lieb Romain Dumas Neel Jani              | 77,5 | 3. | Toyota        | 101  |
| 4. | Loïc Duval Lucas di Grassi Oliver Jarvis      | 67   |    |               |      |
| 5. | Nick Tandy                                    | 66   |    |               |      |

GT (Teljes táblázat)
| H  | Versenyzők                                   | Pont | H  | Konstruktőrök | Pont |
| -- | -------------------------------------------- | ---- | -- | ------------- | ---- |
| 1. | Richard Lietz                                | 98   | 1. | Ferrari       | 187  |
| 2. | Davide Rigon James Calado                    | 87   | 2. | Porsche       | 185  |
| 3. | Michael Christensen                          | 80   | 3. | Aston Martin  | 129  |
| 4. | Gianmaria Bruni Toni Vilander                | 68,5 |    |               |      |
| 5. | Fernando Rees Alex MacDowall Richie Stanaway | 62   |    |               |      |

LMP2 (Teljes táblázat)
| H  | Versenyzők                                        | Pont | H  | Konstruktőrök                 | Pont |
| -- | ------------------------------------------------- | ---- | -- | ----------------------------- | ---- |
| 1. | Matthew Howson Richard Bradley                    | 122  | 1. | KCMG                          | 122  |
| 2. | Roman Ruszinov Julien Canal Sam Bird              | 108  | 2. | #26 G-Drive Racing            | 108  |
| 3. | Gustavo Yacamán Ricardo González Pipo Derani      | 104  | 3. | #28 G-Drive Racing            | 104  |
| 4. | Nicolas Lapierre                                  | 84   | 4. | #30 Extreme Speed Motorsports | 44   |
| 5. | Scott Sharp Ryan Dalziel David Heinemeier Hansson | 44   | 5. | #31 Extreme Speed Motorsports | 42   |

LMGTE Am (Teljes táblázat)
| H  | Versenyzők                                     | Pont | H  | Konstruktőrök           | Pont |
| -- | ---------------------------------------------- | ---- | -- | ----------------------- | ---- |
| 1. | Viktor Saitar Alekszej Baszov Andrea Bertolini | 131  | 1. | SMP Racing              | 131  |
| 2. | François Perrodo Emmanuel Collard Rui Águas    | 96   | 2. | AF Corse                | 96   |
| 3. | Paul Dalla Lana Pedro Lamy Mathias Lauda       | 81   | 3. | Aston Martin Racing     | 81   |
| 4. | Patrick Dempsey Patrick Long Marco Seefried    | 79   | 4. | Dempsey Racing-Proton   | 79   |
| 5. | Christian Ried Halid Alqubisi                  | 48   | 5. | Abu Dhabi-Proton Racing | 48   |